# Ank Marcij
Večina podatkov o nastanku in razvoju Rimskega kraljestva ni podprta z zgodovinskimi pričevanji, ker so Galci v prvi plenitvi Rima popolnoma uničili državni arhiv in zabrisali vsako drugo sled za preteklostjo. Podatki, ki so na razpolago, so v glavnem povzeti po pripovedovanju Tita Livija, ki je v dobi rimskega cesarstva, pet stoletij po ukinitvi kraljevine, skušal predstaviti državo s čim bolj ugledno preteklostjo. Zato je vsebina tega članka v veliki meri legenda.
Ank Marcij (latinsko Ancus Marcius), rimski kralj, * 640 pr. n. št., † 616 pr. n. št.. 
Nasledil je Tula. Po rodu je bil Sabinec in sin Numove hčere. Nadaljeval je z delom svojega deda ter oživil stare verske običaje in ceremonije, ki jih je Tul zanemarjal. Osvojil je nekaj latinskih mest in od tam izgnal veliko prebivalcev Rima na Aventinski grič. Tako se je močno povečalo število plebejcev. 
Ank je postavil fetiales ('vojni glasnik'), katerih naloga je bila pomiriti spore s tujimi državami, določiti pogoje, pod katerimi se bodo začele bitke in vojne ter izvajati religiozne obrede ob napovedih vojne.
Ustanovil je kolonijo v Ostii ob izlivu Tibere. Zgradil je trdnjavo na Janiculumu za obrambo proti Etruščanom in jo združil z Rimom s prvim mostom preko Tibere, ki je bil imenovan Pons Sublicus, saj je bil narejen iz lesenih opornikov (lat sublica - ošiljen kol, opornik).Poleg tega je zgradil še zapor za prestopnike.
Vladal je 24 let.